# Tatort: Ad Acta
Ad Acta ist ein Fernsehfilm aus der Krimireihe Tatort. Der vom SWR produzierte Beitrag ist die 1273. Tatort-Episode und wurde am 22. September 2024 im SRF, im ORF und im Ersten ausgestrahlt. Die Freiburger Ermittlerin Franziska Tobler ermittelt ihren 13. Fall, ihr Kollege Friedemann Berg seinen zwölften.

## Handlung
Der Rechtsanwalt und Strafverteidiger Tobias Benzinger wird von einem schwarz maskierten Motorradfahrer erschossen. Benzinger war in der Kanzlei seines Stiefvaters Rainer Benzinger angestellt. Die Kommissare Franziska Tobler und Friedemann Berg finden bei der Leiche 100.000 € und Reste einer archivierten Strafakte. Von Tobias Benzingers Lebenspartner Nader Mansor erfahren sie, dass die beiden nach Norwegen auswandern wollten, um den Konflikten mit Tobias’ Stiefvater zu entgehen. Zuvor hatte Tobias alte Akten aus dem Archiv seines Stiefvaters entwendet.
Am Abend schießt der schwarz maskierte Motorradfahrer auf Benzinger, der mit seiner Frau Maki und Nader Mansor zu Abend isst. Da die Fenster mit Panzerglas ausgestattet sind, scheitert der Anschlag. Berg konfrontiert Benzinger damit, dass für beide Anschläge auf Tobias und Rainer Benzinger eine Waffe verwendet wurde, mit der 12 Jahre zuvor in einer Auseinandersetzung unter Rockerbanden ein Unbeteiligter in Begleitung seines Kindes erschossen wurde. Benzinger hatte den Schützen erfolgreich verteidigt. Kommissar Berg hat den Verdacht, dass Jan Kreutzer, der Sohn des vor 12 Jahren Erschossenen, den Anwalt erschossen hat. Wenig später schießt der schwarz maskierte Motorradfahrer zweimal auf Rainer Benzinger in seinem PKW; der überlebt jedoch auch dieses Attentat.
Der schwarz maskierte Motorradfahrer – es ist Jan Kreutzers Freundin Svenja Haag – versucht, Benzinger im Krankenhaus zu töten. Berg verhindert diesen Mord. Benzinger gibt zu, in vielen Prozessen die Richterin Wirtz bestochen zu haben.
Maki Benzinger trifft sich in einer Tiefgarage mit Richterin Wirtz und spricht mit ihr darüber, dass sie gegen Geld Prozesse zugunsten der Angeklagten gedreht habe. Tobler und Berg belauschen dieses Gespräch und erhalten so einen Beweis für die Bestechlichkeit der Richterin.
Die Stelle der Dezernatsleitung ist derzeit vakant. Toblers Vater ermutigt seine Tochter, sich auf diese Position zu bewerben.

## Hintergrund
Der Film wurde vom 19. April 2023 bis zum 22. Mai 2023 an 24 Drehtagen in Freiburg und Baden-Baden gedreht.

## Rezeption

### Kritiken
„Die überzeichneten Figuren, die Klischeedialoge, der etwas zu flache Spannungsbogen – alles nicht so schlimm, wenn es dazwischen ein paar harte Wahrheiten gibt. Danach dümpelt die Handlung zwar wieder. Aber das war es wert.“

### Einschaltquoten
Die Erstausstrahlung von Ad Acta am 22. September 2024 wurde in Deutschland von 8,08 Millionen Zuschauern gesehen und erreichte einen Marktanteil von 29,9 % für Das Erste.